# 宇宙954号

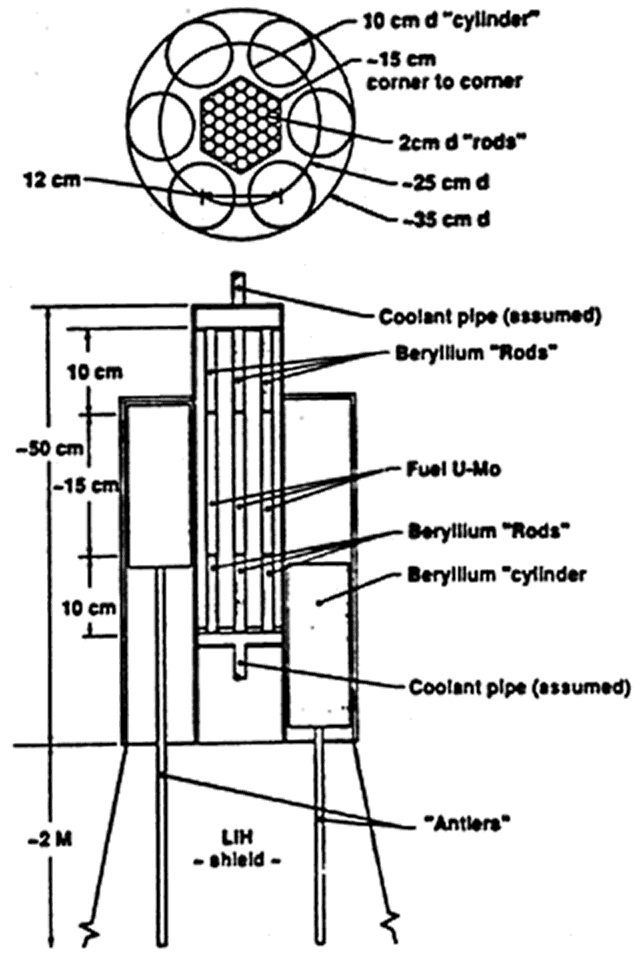
宇宙954号机载反应堆示意图

宇宙954号 （俄语：Космос 954）是前苏联在1977年发射的一颗侦察卫星。一次故障阻止了它星载核反应堆的安全分离，次年该卫星在再入地球大气层时，其放射性碎片散落在加拿大北部上空，一些碎片掉落在西北部雷索卢申堡附近的大奴湖，引发了一场称为晨光行动的大规模清除活动。

## 发射和运行
该卫星是前苏联“罗萨特计划”的一部分，为使用主动雷达观测海洋交通，包括水面舰艇和核潜艇的系列侦察卫星之一，它被命名为宇宙954号，并于1977年9月18日13时55分从拜科努尔航天发射场搭乘旋风2号运载火箭发射升空，其轨道倾角为65°，近地点259（161英里）、远地点 277（172英里），每89.5分钟绕地球一周。由含有约50（110英磅）铀-235的核反应堆驱动一台液态钠-钾热离子转换器供电，长期在轨观测，但到1977年12月，该卫星偏离了设计轨道，飞行轨迹变得越来越不稳定。
12月中旬，北美防空司令部分配给该卫星的卫星目录序号为10361号，并注意到宇宙954号的飞行状态不稳定，轨道高度变化达50英里，当时苏联的运营机构正在极力试图恢复失控的航天器。在秘密会议上，苏联官员向美国同行发出告警，他们已失去对该飞行器的控制，原本用于将报废的核反应堆堆芯推向安全处置轨道的系统业已失灵。

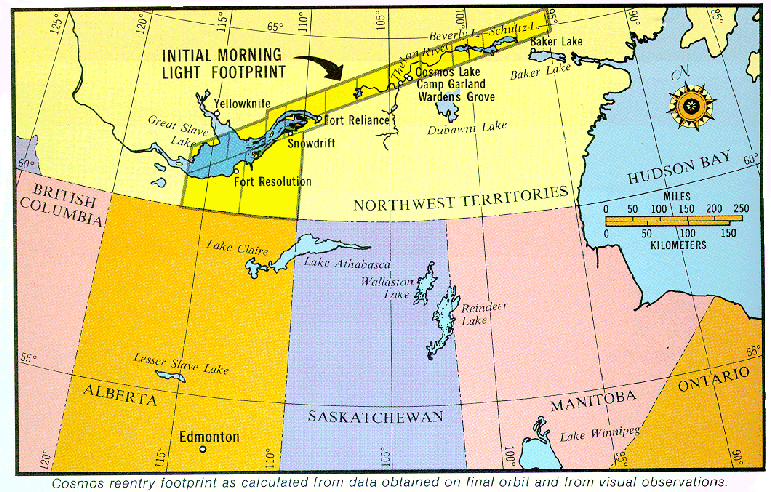
宇宙954号再入大气层时的路径轨迹

1978年1月24日格林尼治标准时间11时53分，宇宙954号在加拿大西部上空沿东北向轨迹重入地球大气层。起初，苏联声称，该卫星在重返大气层时已被完全烧毁，但后来的搜索显示，卫星碎片撒落在从大奴湖到贝克湖沿途600（370英里）的加拿大领土上，该区域横跨西北地区，涵盖今天的努纳武特地区、阿尔伯塔省和萨斯喀彻温省。

## 回收清除

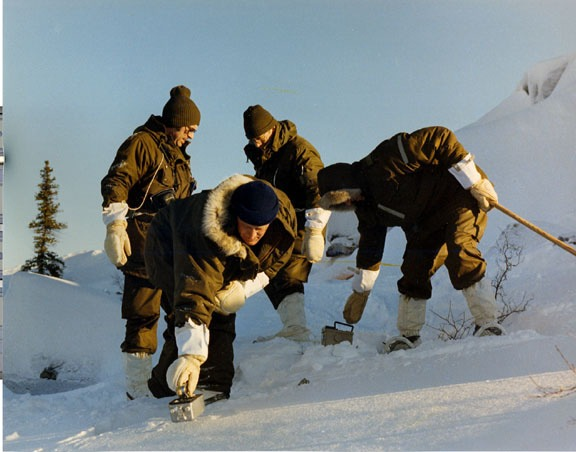
用手提式辐射测量仪寻找碎片

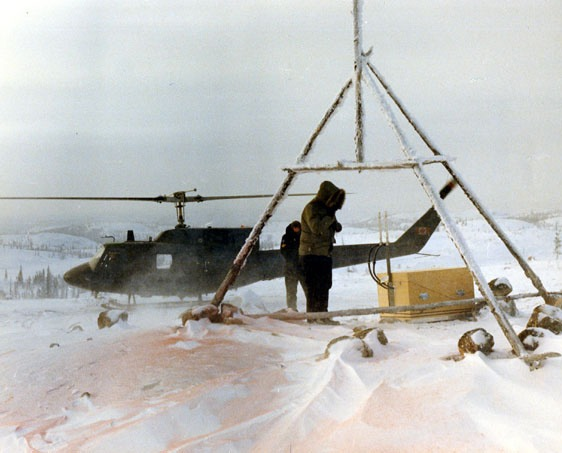
微波消除应答器单元放置在地标下，单元距离限制要求不断移动

回收卫星上放射性物品的行动被称为晨光行动，加拿大和美国联合小组在1978年1月24日至1978年4月20日的第一阶段和1978年4月21日至1978年10月15日的第二阶段，通过徒步和空中寻找方式清扫了该地区，总计覆盖区域为12.4万公里2（4.8万英里2）。最终找到了12块卫星大件，其中10块具有放射性。这些碎片显示每小时的辐射量高达1.1希沃特，但它们仅占燃料的1%。一块碎片的辐射水平为500伦琴/小时，这“足以杀死一个人...如果与碎片保持几个小时的接触”。

## 善后
根据1972年太空责任公约的规定，向太空发射物体的国家应对该物体造成的损害负责。对于回收工作，加拿大政府向苏联提出了6041174.70加元的清除和未来不可预见费的赔偿要求，苏联最终支付了300万加元。
宇宙954号并非第一颗失败的核动力罗萨特计划卫星，1973年，一颗类似的卫星发射失败，反应堆落入在日本北部的太平洋。后来，宇宙1402号也发射失败，1983年它的反应堆掉进了南大西洋。随后的罗萨特卫星都配备了备用的堆芯弹射机构，当1988年宇宙1900号上的主要机构失效时，该系统成功地将堆芯推升到一个安全的处置轨道。
搜索小组没有在预测地点找到重返大气层的碎片，直到他们根据数据重新计算出该地点的位置，这些数据表明在重返大气层期间发生了平流层变暖事件。美国陆军气象火箭网站在阿拉斯加费尔班克斯附近的泊克-福莱特研究试验场首次记录了平流层变暖现象。

### 流行文化
宇宙954号在西北地区首府的黄刀镇已成为一件众所周知的历史和传说。当地画家尼克·麦金托什（Nick MacIntosh）创作了以卫星和当地著名地标为特色的艺术作品
1978年1月28日，《周六夜现场》播出了一档有关坠毁卫星的放射性碎片导致突变出一群巨大的变异龙虾，正朝美国东海岸而去的娱乐新闻节目，故事的结尾是它们在节目结束时闯入了电视演播室。